# شانيك راب
شانيك راب (من مواليد 17 مارس 1997) عارضة أزياء ومصممة أزياء وحاملة لقب ملكة جمال ناميبيا، توجت ملكة جمال سوبرانشونال 2021. توجت راب سابقًا بلقب ملكة جمال مراهقات القارات 2015 وملكة جمال ناميبيا 2020 ، مما يجعلها أول ممثلة من ناميبيا تفوز بلقب ملكة جمال فوق القومية، وهي أول دولة أفريقية تفوز بذلك.هي سفيرة لدار أيتام قرية الأمل. من خلال مشروعها الخيري المسمى The Mending Project، تقوم بتعليم الخياطة للأطفال. حاصلة على شهادة في فن المكياج والتصوير الفوتوغرافي.

## نشأتها
ولدت شانيك راب ونشأ في ويندهوك، ناميبيا، التحقت رابي بمدرسة ويندهوك أفريكانس بريفاتسكوول من عام 2003 إلى عام 2015. وبدأت رحلتها إلى عالم المسابقة عندما حصلت على لقب ملكة جمال ويندهوك أفريكانس بريفاتسكوول في سن الخامسة عشرة. بعد فوزها بلقب ملكة جمال المراهقات ناميبيا 2014، مثلت راب ناميبيا في نفس مسابقة ملكة جمال المراهقات الدولية، ملكة جمال القارات 2015 في هيوستن، تكساس، الولايات المتحدة وفازت باللقب لأول مرة لناميبيا. كما أنها فازت بجائزة وجه الملكة سبارك 2015 في جوهانسبرغ، جنوب أفريقيا.